# Stellifer fuerthii
Stellifer fuerthii är en fiskart som först beskrevs av Steindachner, 1876.  Stellifer fuerthii ingår i släktet Stellifer och familjen havsgösfiskar. IUCN kategoriserar arten globalt som livskraftig. Inga underarter finns listade i Catalogue of Life.